# Cổng Brandenburg

Brandenburger Tor

Cổng Brandenburg (tiếng Đức: Brandenburger Tor) là cổng thành phố trước đây và là một trong những biểu tượng chính của thành phố Berlin, Đức. Cổng này nằm ở quận Trung tâm (Bezirk Mitte) của Berlin, giữa Pariser Platz và Platz des 18. März và là cổng duy nhất còn lại trong số 18 cổng cổ ra vào Berlin. Cách cổng Brandenburg một khúc phố về phía bắc là Reichstag nơi Quốc hội Cộng hòa Liên bang Đức nhóm họp. Cổng này là trọng tâm của đại lộ Unter den Linden, con đường trứ danh với hàng cây đoạn lá bạc (Tilia tomentosa) nối liền hoàng cung và cổng Bradenburg. Vua Friedrich Wilhelm II là người ra lệnh xây cổng như một biểu tượng của hòa bình. Người thiết kế là Carl Gotthard Langhans với việc xây cất kéo dài từ năm 1788 đến năm 1791 mới hoàn thành.